# Meilleures joueuses des 25 ans de la WNBA

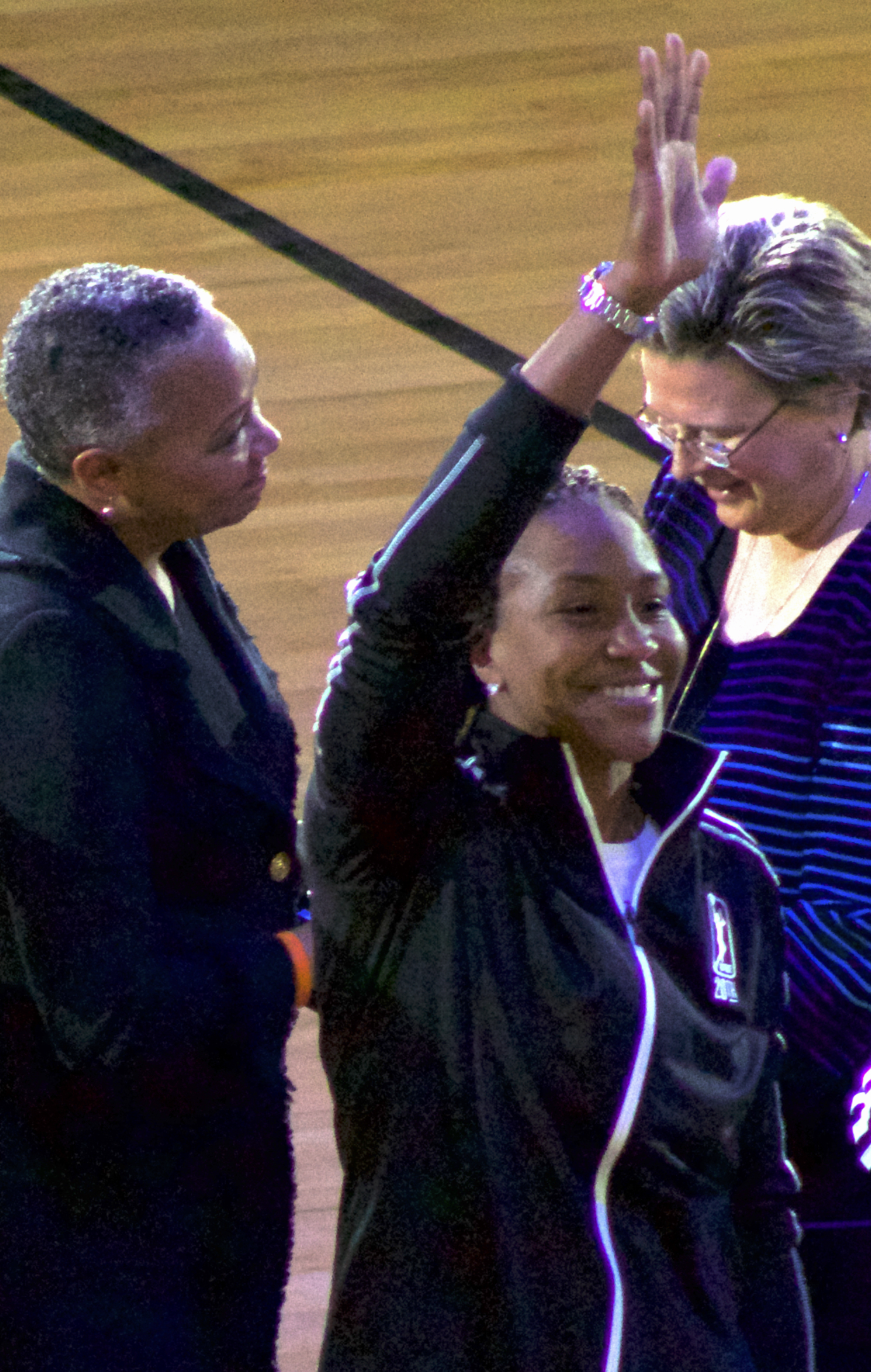
Tamika Catchings.

Les meilleures joueuses des 25 ans de la WNBA dite aussi The W25 est une sélection annoncée le 5 septembre 2021 au cours de la 25e saison de la ligue féminine de basket-ball.

## Comité de sélection
Un panel de membres des médias et de figures pionnières du basket-ball féminin, devait élire les 25 meilleures et plus influentes joueuses des 25 premières années de la WNBA, parmi un total de 72 finalistes, avec une considération accordée à l’esprit sportif, au service communautaire, au leadership et à la croissance du basket-ball féminin. Pour être prises en considération, les joueuses devaient avoir participé à au moins deux saisons WNBA et répondre à au moins quatre des sept critères suivants :
- Gagner un titre majeur individuel.
- Sélection à au moins une All-WNBA Team, à n’importe quel niveau.
- Sélection à au moins une WNBA All-Defensive Team, à n’importe quel niveau.
- Sélection à un WNBA All-Star Game.
- Membre d’une équipe championne WNBA.
- Un classement parmi les 40 leaders statistiques en carrière dans une des grandes catégories statistiques, au début de la saison 2021.
- Lauréat du titre de WNBA Community Assist.

## Sélection W25
La sélection inclut dix joueuses en activité au moment de son annonce : Sue Bird, Tina Charles, Elena Delle Donne, Sylvia Fowles, Brittney Griner, Angel McCoughtry, Nneka Ogwumike, Candace Parker, Breanna Stewart, et Diana Taurasi.
- Note : seul le palmarès des 24 premières saisons est pertinent dans ce classement.

| Joueuse           | Poste | Franchise | Université                     | Médailles olympiques             | Titres WNBA            | Distinctions                                                                                                | All-Star Games                                                  |
| ----------------- | ----- | --- | ------------------------------ | -------------------------------- | ---------------------- | --- | --------------------------------------------------------------- |
| Seimone Augustus  | 3     | Lynx du Minnesota (2006-2020) | Lady Tigers de LSU             | 2008 · 2012 · 2016               | 2011, 2013, 2015, 2017 | Rookie (2006) MVP des Finales (2011)                                                                        | 2006-2007, 2011, 2013-2015, 2017, 2018                          |
| Sue Bird          | 1     | Storm de Seattle (2002–) | Huskies du Connecticut         | 2004 · 2008 · 2012 · 2016 · 2020 | 2004, 2010, 2018, 2020 | Perrot (2011, 2017, 2018)                                                                                   | 2002, 2003, 2005-2007, 2009, 2011, 2014, 2015, 2017, 2018, 2021 |
| Swin Cash         | 4     | Shock de Détroit (2002-2007) Storm de Seattle (2008-2011) Sky de Chicago (2012-2013) Dream d'Atlanta (2014) Liberty de New York (2014-2016)      | Huskies du Connecticut         | 2004 · 2012                      | 2003, 2006, 2010       | Perrot (2013) ASG MVP (2009, 2011)                                                                          | 2003, 2005, 2009, 2011                                          |
| Tamika Catchings  | 3     | Fever de l'Indiana (2002–2016) | Lady Volunteers du Tennessee   | 2004 · 2008 · 2012 · 2016        | 2012                   | Rookie (2002) DA (2005, 2006, 2009, 2010, 2012) Perrot (2010, 2013, 2016) MVP des Finales (2012) MVP (2011) | 2002, 2003, 2005-2007, 2009, 2011, 2013-2015                    |
| Tina Charles      | 5     | Sun du Connecticut (2002–2013) Liberty de New York (2014–2019) Mystics de Washington (2021-)                                                     | Huskies du Connecticut         | 2012 · 2016 · 2020               | -                      | Rookie (2010) MVP (2012)                                                                                    | 2011, 2013-2015, 2017-2019, 2021                                |
| Cynthia Cooper    | 2     | Comets de Houston (1997–2000, 2003) | Trojans de l'USC               | 1988 · 1992                      | 1997, 1998, 1999, 2000 | MVP (1997, 1998) MVP des Finales (1997, 1998, 1999, 2000)                                                   | 1999, 2000, 2003                                                |
| Elena Delle Donne | 3     | Sky de Chicago (2013-2016) Mystics de Washington (2017-2019, 2021–)                                                                              | Fightin' Blue Hens du Delaware | 2016                             | 2019                   | Rookie (2013) MVP (2015, 2019)                                                                              | 2013–2015, 2017–2019                                            |
| Sylvia Fowles     | 5     | Sky de Chicago (2008-2014) Lynx du Minnesota (2015-)                                                                                             | Lady Tigers de LSU             | 2008 · 2012 · 2016 · 2020        | 2015 2017              | MVP (2017) MVP des Finales (2015 , 2017) DA (2011, 2013, 2016, 2021)                                        | 2009, 2011, 2013, 2017–2019, 2021                               |
| Yolanda Griffith  | 5     | Monarchs de Sacramento (1997–2007) Storm de Seattle (2008) Fever de l'Indiana (2009)                                                             | Owls de Florida Atlantic       | 2000 · 2004                      | 2005                   | MVP (1999) MVP des Finales (2005) DA (1999) ASG MVP (2004)                                                  | 1999–2001, 2003, 2005-2007                                      |
| Brittney Griner   | 5     | Mercury de Phoenix (2013-) | Bears de Baylor                | 2016 · 2020                      | 2014                   | DA(2014, 2015)                                                                                              | 2013–2015, 2017–2019, 2021                                      |
| Becky Hammon      | 2     | Liberty de New York (1999–2006) Silver Stars de San Antonio (2007–2014)                                                                          | Rams de Colorado State         | 2008 · ()                        | -                      | Perrot (2014)                                                                                               | 2003, 2005-2007, 2009, 2011                                     |
| Lauren Jackson    | 5     | Storm de Seattle (2001–2012) | -                              | 2000 · 2004 · 2008               | 2004, 2010             | MVP (2003, 2007, 2010) MVP des Finales (2010) DA (2007)                                                     | 2001–2003, 2005–2007, 2009                                      |
| Lisa Leslie       | 5     | Sparks de Los Angeles (1997–2009) | Trojans de l'USC               | 1996 · 2000 · 2004 · 2008        | 2001, 2002             | MVP (2001, 2004, 2006) MVP des Finales (2001, 2002) ASG MVP (1999, 2001, 2002) DA (2004, 2008)              | 1999–2003, 2005, 2006, 2009                                     |
| Angel McCoughtry  | 3     | Dream d'Atlanta (2009-2018) Aces de Las Vegas (2020-)                                                                                            | Cardinals de Louisville        | 2012 · 2016                      |                        | Rookie (2009)                                                                                               | 2011, 2013–2015, 2018                                           |
| Maya Moore        | 3     | Lynx du Minnesota (2011-2018) | Huskies du Connecticut         | 2012 · 2016                      | 2011, 2013, 2015, 2017 | Rookie (2011) MVP des Finales (2013) MVP (2014) ASG MVP (2015, 2017, 2018)                                  | 2011, 2013–2015, 2017, 2018                                     |
| Nneka Ogwumike    | 3     | Sparks de Los Angeles (2012-) | Cardinal de Stanford           |                                  | 2016                   | Rookie (2012) MVP (2016) Perrot (2019, 2020)                                                                | 2013–2015, 2017–2019                                            |
| Candace Parker    | 3     | Sparks de Los Angeles (2008-2020) Sky de Chicago (2021-)                                                                                         | Lady Volunteers du Tennessee   | 2008 · 2012                      | 2016                   | Rookie (2008) MVP (2008, 2013) MVP des Finales (2016) ASG MVP (2013) DA (2020)                              | 2011, 2013, 2014, 2017, 2018, 2021                              |
| Ticha Penicheiro  | 1     | Monarchs de Sacramento (1998–2009) Sparks de Los Angeles (2010–2011) Sky de Chicago (2012)                                                       | Lady Monarchs d'Old Dominion   | -                                | 2005                   | | 1999–2002                                                       |
| Cappie Pondexter  | 2     | Mercury de Phoenix (2006–2009) Liberty de New York (2010–2014) Sky de Chicago (2015-2017) Sparks de Los Angeles (2018) Fever de l'Indiana (2019) | Scarlet Knights de Rutgers     | 2008                             | 2007, 2009             | MVP des Finales (2007)                                                                                      | 2006, 2007, 2009, 2011, 2013, 2014, 2015                        |
| Katie Smith       | 3     | Lynx du Minnesota (1999–2005) Shock de Détroit (2006–2009) Mystics de Washington (2010) Storm de Seattle (2011–2012) Liberty de New York (2013)  | Buckeyes d'Ohio State          | 2000 · 2004 · 2008               | 2006, 2008             | MVP des Finales (2008)                                                                                      | 2000–2003, 2005, 2006, 2009                                     |
| Breanna Stewart   | 3     | Storm de Seattle (2016–) | Huskies du Connecticut         | 2016 · 2020                      | 2018, 2020             | Rookie (2016) MVP (2018) MVP des Finales (2018, 2020)                                                       | .2017, 2018, 2021                                               |
| Sheryl Swoopes    | 3     | Comets de Houston (1997–2007) Storm de Seattle (2008) Shock de Tulsa (2011)                                                                      | Lady Raiders de Texas Tech     | 1996 · 2000 · 2004               | 1997, 1998, 1999, 2000 | MVP (2000, 2002, 2005) DA (2000, 2002, 2005) ASG MVP (2005)                                                 | 1999, 2000, 2002, 2003, 2005, 2006                              |
| Diana Taurasi     | 2     | Mercury de Phoenix (2004–2014, 2016-) | Huskies du Connecticut         | 2008 · 2012 · 2016 · 2020        | 2007, 2009, 2014       | MVP (2009) MVP des Finales (2009,2014) Rookie (2004)                                                        | 2005–2007, 2009, 2011, 2013–2014, 2017–2018, 2021               |
| Tina Thompson     | 3     | Comets de Houston (1997–2008) Sparks de Los Angeles (2009–2012) Storm de Seattle (2013)                                                          | Trojans de l'USC               | 2004 · 2008                      | 1997, 1998, 1999, 2000 | ASG MVP (2000)                                                                                              | 1999–2003, 2006, 2007, 2009                                     |
| Lindsay Whalen    | 1     | Sun du Connecticut (2004-2009) Lynx du Minnesota (2010-2018)                                                                                     | Golden Gophers du Minnesota    | 2012 · 2016                      | 2011, 2013, 2015, 2017 | | 2006, 2011, 2013–2015                                           |

- En rose : les nouvelles sélectionnées après le choix des 20 ans
- Le WNBA All-Star Game s'est déroulé annuellement depuis 1999 sauf en 2008, 2012, 2016 et 2020. En 2004, il prend la forme d'une rencontre opposant une sélection WNBA issue des deux conférences opposée à une sélection américaine préparant soit les Jeux olympiques (2004), soit les championnats du monde (2010). Cet article liste les participations avec l'équipe nationale comme des participations au All-Star Game. Cette liste inclut les joueuses blessées mais néanmoins désignées pour le All-Star Game.
- DA : Défenseuse de l'Année
- ASG MVP = MVP du All-Star Game
- Perrot : Trophée Kim Perrot de la sportivité

## Divergences avec les sélections précédentes
Présente dans la sélection des 20 ans, mais absente de celle des 15 ans, Deanna Nolan ne figure pas dans celle des 25 ans.
Teresa Weatherspoon disparait de la sélection des 25 ans alors qu'elle figurait dans celle des 20 ans.